# Reductio ad Hitlerum
Reductio ad Hitlerum (ook: argumentum ad Hitlerum) is een drogreden, voor het eerst naam gegeven door de ethicus Leo Strauss. Het is een woordspeling op reductio ad absurdum.
Een reductio ad Hitlerum is een redenering in deze vorm: "Adolf Hitler was (of de nazi's waren) ..., dus ... is slecht". Omdat Adolf Hitler door vrijwel iedereen als slecht wordt beschouwd, lijkt het een correcte redenering, maar de drogreden wordt duidelijk wanneer men bijvoorbeeld vegetarisme invult: "Adolf Hitler was een vegetariër, dus vegetariërs zijn slecht".
De ongeldigheid van de bovengenoemde redenering is algemeen aanvaard. In de praktijk loopt (in overeenstemming met de wet van Godwin) een discussie over een bepaald persoon (vaak een leider of politicus) echter vaak uit op een vergelijking met Hitler of de nazi's. Het voorbeeld van de vegetariërs wordt dan wel aangehaald om de onjuistheid van het argument aan te tonen.
De reductio ad Hitlerum is een zogeheten genetische drogreden, waarbij de oorsprong van een argument bepaalt of het argument juist is of niet.